# Heigang (sockenhuvudort i Kina, Heilongjiang Sheng, lat 47,25, long 123,40)
Heigang (kinesiska: 黑岗, 黑岗乡) är en sockenhuvudort i Kina. Den ligger i provinsen Heilongjiang, i den nordöstra delen av landet, omkring 300 kilometer nordväst om provinshuvudstaden Harbin. Antalet invånare är 22 439. Befolkningen består av 10 798 kvinnor och 11 641 män. Barn under 15 år utgör 14,0 %, vuxna 15-64 år 78 %, och äldre över 65 år 7,0 %.
Runt Heigang är det ganska tätbefolkat, med 93 invånare per kvadratkilometer. Närmaste större samhälle är Hulan Ergi, 18,3 km öster om Heigang. Trakten runt Heigang består till största delen av jordbruksmark.
Genomsnittlig årsnederbörd är 706 millimeter. Den regnigaste månaden är juli, med i genomsnitt 227 mm nederbörd, och den torraste är februari, med 7 mm nederbörd.